# Joan de Arcadia
Joan de Arcadia es una serie de televisión dramática de Estados Unidos que fue transmitida por la cadena CBS durante el 2003 hasta el 2005. Está protagonizada por Amber Tamblyn, también conocida por interpretar a Katie Embry en The Ring.
Creada por Barbara Hall, Joan de Arcadia fue favorita de los críticos y mereció de algunos premios, entre ellos un People's Choice Award. También fue nominada a un premio Emmy en su primera temporada por mejor serie dramática.
El título es un juego de palabras del nombre Juana de Arco (Joan of Arc en inglés). Arcadia se debe a que es el nombre de la ciudad ficticia de Maryland donde se desarrolla la historia, y que ha tomado su nombre de un país imaginario en las artes.

## Trama
Joan de Arcadia narra la historia de Joan Girardi (interpretada por Amber Tamblyn), una adolescente que un día se da cuenta de que puede hablar con Dios, quien se le presenta encarnado en diferentes personas como niños pequeños, adolescentes, ancianas, conserjes, etc.: en definitiva, gente normal y corriente.
Joan vive en la ciudad ficticia de Arcadia, Maryland, con sus padres, Will y Helen, y sus dos hermanos, Kevin y Luke. Dios le encomienda tareas que a menudo parecen ser triviales, pero al final y a la larga el resultado siempre es positivo para alguien.

## Reparto

### Reparto principal
| Actor            | Personaje     |
| ---------------- | ------------- |
| Amber Tamblyn    | Joan Girardi  |
| Joe Mantegna     | Will Girardi  |
| Mary Steenburgen | Helen Girardi |
| Jason Ritter     | Kevin Girardi |
| Michael Welch    | Luke Girardi  |
| Chris Marquette  | Adam Rove     |
| Becky Wahlstrom  | Grace Polk    |

### Reparto secundario
| Actor            | Personaje                             |
| ---------------- | ------------------------------------- |
| Aaron Himelstein | Friedman                              |
| Mageina Tovah    | Glynis Figliola                       |
| Sprague Grayden  | Judith Montgomery                     |
| Elaine Hendrix   | Profesora Lischak                     |
| Patrick Fabian   | Gavin Price                           |
| Annie Potts      | Lucy Preston                          |
| Kris Lemche      | Primera encarnación de Dios para Joan |
| Wentworth Miller | Ryan Hunter                           |

## Trivia
- El tema oficial está interpretado por Joan Osborne, y el título de la canción es One of Us.

- Barbara Hall escribió 10 normas sobre Dios a los guionistas de la serie, estas eran:

1. Dios no puede intervenir directamente.
2. Dios y el Demonio existen.
3. Dios no puede identificar ninguna religión como la correcta.
4. El trabajo de cada humano es para llenar la verdadera naturaleza del mismo.
5. Todo el mundo puede decir a Dios no, incluso Joan.
6. A Dios no le afecta el tiempo. Es un concepto humano.
7. Dios no es una persona y no posee ninguna personalidad humana.
8. Dios habla a todo el mundo en diferentes formas.
9. Los planes de Dios son buenos para nosotros, no para Él.
10. El propósito de Dios de hablar con Joan, y con el resto, es para que nos demos cuenta de que todo acto tiene sus consecuencias.
- En el manuscrito de la serie, al principio la familia Girardi se iba a llamar Delaney.

- Will Girardi, el padre de Joan, siempre bebe de una taza en la que están retratados sus tres hijos.

- Las escenas en las que Joan está trabajando en la librería están filmadas en una librería independiente llamada Skylight Books en Los Ángeles.

- El accidente que dejó a Kevin paralizado fue el 9 de noviembre.

- El cumpleaños de Luke es el 19 de noviembre.

- Los Girardi viven en el 2320 de Euclid Street.

- Amber Tamblyn y David Dorffman ya habían coincidido en The Ring.

- Amber Tamblyn ha protagonizado las dos partes de Uno para todas (The Sisterhood of the Traveling Pants 1 y 2) y la segunda parte de The Grudge junto a Sarah Michelle Gellar.

## Emisión fuera de EE. UU.
| País           | Emisor                                          |
| -------------- | ----------------------------------------------- |
| América Latina | Sony Entertainment Television, I.Sat, Sony Spin |
| Argentina      | Canal 13                                        |
| Bolivia        | ATB                                             |
| Chile          | CHV                                             |
| Colombia       | Caracol Television                              |
| Costa Rica     | Teletica Canal 7                                |
| Ecuador        | Teleamazonas                                    |
| El Salvador    | Ágape TV Canal 8                                |
| España         | Cosmopolitan/Antena 3                           |
| México         | Cadenatres / Canal 28                           |
| Perú           | Frecuencia Latina                               |
| Uruguay        | Monte Carlo TV Canal 4                          |
| Venezuela      | Televen                                         |